# Beatriu Gómez Franquet
Beatriu Gómez Franquet (Barcelona, 6 de maig de 1987) és una esportista catalana. Ha competit en patinatge de velocitat sobre gel i de velocitat en línia. Posteriorment s'ha dedicat al ciclisme. És filla del també patinador sobre gel Antonio Gómez.
En el patinatge va estar competint en alt nivell fins a l'any 2008. En la velocitat en línia va guanyar diversos campionats estatals i un campionat d'Europa. També va batre diversos records estatals en velocitat sobre gel.
En ciclisme va participar en els Jocs Paralímpics de Rio de 2016 fent de pilot del tàndem amb ciclista paralímpica Josefa Benítez. El 2017 fitxa per l'equip professional Lointek.

## Palmarès
- 2017
  - 1 a la Volta a Burgos femenina